# Zaventem

Zaventems vapen

Zaventems läge inom provinsen Vlaams-Brabant

Zaventem är en kommun i provinsen Vlaams-Brabant i regionen Flandern i Belgien. Zaventem hade 29 500 invånare per 1 januari 2008.
Flygplatsen Bryssel-Zaventems flygplats ligger i kommunen.